# 1664 год в науке
В 1664 году произошли различные научные и технологические события, некоторые из которых представлены ниже.

## События
- 18 января — английский математик Исаак Барроу стал первым Лукасовским профессором математики Кембриджского университета и наставником студента Ньютона[1].

## Публикации
- Посмертно издан трактат Декарта «Мир» (Traité du monde et de la lumière), написанный в 1632 году, но из-за суда над Галилеем автор при жизни не решился его напечатать, так как книга опиралась на осуждённый церковью гелиоцентризм[2].
- Немецкий математик Николас Меркатор опубликовал астрономический трактат «Hypothesis astronomica nova» с обсуждением законов Кеплера.
- Английский врач Томас Уиллис издал трактат об анатомии мозга и нервной системы: «Cerebri Anatome, cui accessit nervorum descriptio et usus» с иллюстрациями Кристофера Рена. В этом труде впервые появился термин «неврология»[3].

## Родились
См. также: Категория:Родившиеся в 1664 году
- 24 февраля — Томас Ньюкомен (умер в 1725 году), английский изобретатель, создатель одного из первых паровых двигателей (1705 год), известного как паровая машина Ньюкомена[4].

## Скончались
См. также: Категория:Умершие в 1664 году
- 11 июля (дата похорон) — Ян Янсон (род. в 1588 году), голландский картограф.